# Stiftung Bürgermut
Die Stiftung Bürgermut ist eine bundesweit tätige gemeinnützige Stiftung des bürgerlichen Rechts. Ihr Hauptziel ist die Übertragung bürgerschaftlichen Engagements. Sitz der Stiftung ist Berlin.

## Organisation und Finanzierung
Die Stiftung wurde im April 2007 von dem Unternehmer, früheren Berliner Wirtschaftssenator und ehemaligen CDU-Bundestagsabgeordneten Elmar Pieroth gegründet. Die Stiftung finanziert sich aus Zustiftungen, Förderungen und Spenden.
Die Stiftung wird durch Uwe Amrhein (Vorsitzender des Vorstands) sowie Stephanie Kowitz-Harms vertreten.
Zu den Partnern der Stiftung zählten und zählen unter anderem die Stiftung Mercator, die Bertelsmann Stiftung, aqtivator, die Crespo Foundation, das betterplace lab, das Bundesfamilienministerium, die Aktion Mensch, die Robert Bosch Stiftung, die Deutsche Stiftung für Engagement und Ehrenamt, die Körber-Stiftung und die WHU.

## Ziele und Aktivitäten
Die Stiftung Bürgermut fördert die Übertragung vorbildlichen und innovativen Engagements vor Ort. Der besondere Fokus der Arbeit liegt dabei auf der Befähigung von gemeinwohlorientierten Organisationen, ihre Wirkung zu skalieren.

### openTransfer
Mit dem Projekt openTransfer fördert die Stiftung die Skalierung sozialer Projekte, bündelt Spezialwissen und schafft Leitlinien für Transferprozesse. Hieraus ist 2014 das E-Book Gutes einfach verbreiten entstanden. Die regionalen openTransfer CAMPs, die mehrmals im Jahr an unterschiedlichen Orten stattfinden, bieten Raum für persönliche Begegnung und Austausch.
Das Unterprogrammprogramm openTransfer Accelerator unterstützt gemeinnützige Organisationen dabei, strukturiert zu wachsen, ihre Wirkung am selben Ort, in anderen Städten oder digital zu verbreiten und einen individuellen Weg der Skalierung zu finden. Das Herzstück bildet ein 12-monatiges Skalierungsstipendium.
Ein weiteres Unterprogramm ist openTransfer Zusammenhalt, das von der Stiftung Mercator ermöglicht wird. Es schafft Austausch- und Lernmöglichkeiten speziell für die Zivilgesellschaft in Ostdeutschland und hilft mit Kontakten und Methodenwissen weiter.
openTransfer Patenschaften adressiert seit 2017 mit Barcamps, Online-Seminaren, Workshops, Studienreisen und Publikationen die Vernetzung, Verbreitung und Qualifizierung von Projekten für Geflüchtete in den ostdeutschen Bundesländern. Im Jahr 2019 erweiterte sich die Zielgruppe, und die Angebote stehen allen Patenschafts-, Mentoring- und Tandemprojekten bundesweit zur Verfügung. Unterstützt werden die Aktivitäten vom Bundesprogramm "Menschen stärken Menschen" des Bundesfamilienministeriums.
Die Skalierungswerkstatt: wachsen & wirken berät und qualifiziert speziell von der Crespo Foundation geförderte Organisationen bei ihrer Professionalisierung und Entwicklung.

### Weitere Stiftungsprogramme
Weitere Stiftungsprogramme sind openTransfer wohnen, openTransfer Klima, D3 – so geht digital sowie der Digital Social Summit.

### Mitgliedschaften
Die Stiftung Bürgermut ist Mitglied in mehreren Zusammenschlüssen, darunter Bundesverband Deutscher Stiftungen, Bundesverband Soziales Mentoring, Bundesnetzwerk Bürgerschaftliches Engagement, Initiative Transparente Zivilgesellschaft, Social Entrepreneurship Netzwerk Deutschland.